# Philipp Lochmann
Philipp Lochmann (* 22. April 1589; † 11. Juni 1652 in Guben, Niederlausitz, Kurfürstentum Sachsen) war Kanzler des Stifts Neuzelle, kursächsischer Rat und Besitzer der Pfandherrschaft Spremberg.

## Leben
Er stammte aus Borna bei Leipzig. Sein Vater war Philipp Lochmann, der um 1596 Hofdirektor der Herrschaft Forst war.
1608 immatrikulierte sich Philipp Lochmann an der Universität Jena, wo er 1618 zum Doktor des Rechts promovierte. 1621 wurde er als Doktor beider Rechte und Syndikus in Guben bezeichnet. 1522 wurde Lochmann erstmals als Kanzler des Stifts Neuzelle erwähnt, für das er 1626 kurzzeitig als einer von drei Administratoren ernannt wurde.
1629 war Philipp Lochmann Hofdirektor der Herrschaft Forst, von 1635 bis 1639 Landsyndikus der Niederlausitz und danach kurfürstlich-sächsischer Appellationsrat. 1649 erwarb er pfandweise die Herrschaft Forst.
Philipp Lochmann besaß die Güter Schönaich, Groß Bösitz und Pless.

## Ehe und Nachkommen
Philipp Lochmann war mit Anna Hoffmann, Tochter von Johann Hoffmann, Amtsverwalter in Rochlitz verheiratet (22. November 1621). Sie hatten als Kinder
- Johann Philipp (* 24. September 1623; † zwischen 1689 und 1695), Bürgermeister von Guben 1689
- Anna (* 17. August 1625)
- Philipp Sigismund (* 24. Mai 1627)
- Johannes Adolph (* 7. Dezember 1628)
- Sophia (* 7. Februar 1632)
- Anna Martha (* vor 1637)

## Schriften
- Centuria Conclusionum, De Stipulationibus Iisdemque Dividuis Et Individuis, 1617
- mit Oswald Hilliger, Johannes Fabianus a Kottwitz: Disputatio Solemnis De Conditionibus, Jena 1618
- Disputatio De Fictione Iuris In Genere, Et in specie De Retrotractionibus, 1618
- Disputatio de usucapionibus, 1618
- Centuria Conclusionum, De Pactis Et Transactionibus In Causis Criminalibus, 1618